# پارک آبی رامایانا
پارک آبی رامایانا (به تایلندی: สวนน้ำรามายณะ) یک پارک آبی در پاتایا، استان چونبوری، تایلند است که ۱٫۵ ساعت با رانندگی از بانکوک فاصله داشته و در ۲۰ کیلومتری جنوب شهر پاتایا قرار دارد. این یکی از بزرگترین پارک‌های آبی در آسیای جنوب شرقی است.

## تاریخچه
پروژه پارک رامایانا در سال ۲۰۱۱ آغاز شد و مراسم کلنگ زنی در نوامبر ۲۰۱۱ برگزار شد. پروژه با ۱٫۷ میلیارد بات در ماه مه ۲۰۱۶ تکمیل شد و افتتاح رسمی در تاریخ ۵ می ۲۰۱۶ صورت گرفت.

## نمای کلی پارک
رامایانا با مساحتی بیش از ۱۸ هکتار (۴۵ جریب) جزو ۳ پارک آبی برتر آسیا و ۲۰ پارک آبی برتر دنیاست. پارک روزانه از ساعت ۱۰ صبح تا ۶ بعد از ظهر فعالیت می‌کند. پارک آبی رامایانا در ۲۰ کیلومتری جنوب مرکز پاتایا نزدیک به تصویر بزرگ بودا (کاهو چی چان) و در کنار تاکستان سیلورلیک واقع شده است.

## بخش‌ها
پارک آبی رامایانا از ۴ بخش مختلف تشکیل شده است:
1. سرسره‌های آبی
2. تفریحات آبی
3. ورزش‌ها و بازی‌ها
4. جاذبه‌های خشکی

### سرسره‌های آبی
بیش از ۱۰ سرسره مختلف در محوطه رامایانا وجود دارد:
- سرسره آکوالوپ
- سرسره سقوط آزاد
- سرسره ترن آبی
- سرسره پایتون و آکواکوندا
- سرسره رقابت آبی
- سرسره مارپیچی
- سرسره شیطان
- سرسره رودخانه
- زمین آب بازی
- سرسره بومرنگ

### تفریحات آبی
تفریحات آبی شامل موارد زیر می‌شود:
- استخر موج دوگانه

این استخر با ساحل ۱۶۰ متری به دو بخش تقسیم می‌شود. نیمی از استخر دارای موج‌های بلند و نیمی از آن بدون موج است.
- رودخانه آرام

این رودخانه دارای مسیری ۶۰۰ متری با درختانی در اطراف و آبشارهای کوچک است.
- استخر آرامش
- استخر هیجان
- سرزمین فواره‌ها

### ورزش‌ها و بازی‌ها
- والیبال و فوتبال ساحلی
- واترپلو و والیبال آبی
- بوکس آبی
- زومبا

### جاذبه‌های خشکی
- گردش در اطراف رودخانه
- بازار شناور

مجموعه‌ای از قایق‌های مختلف هستند که بر روی آبراه‌ها تشکیل می‌شوند و محلی برای فروش محصولات غذایی مختلف و محلی محسوب می‌شوند.
- لیک آیلند
- هزارتوی سبز

این هزارتو به شکل حرف R و لوگو رامایانا ساخته شده است. 

## امکانات
- یک رستوران با ۱۰۰ غذای متفاوت از سراسر جهان، رستوران مخصوص کودکان و همچنین بار قهوه، بستنی و کوکتل های مختلف.
- بیش از ۴۰ کلبه خصوصی برای اجاره در دسترس هست.
- فروشگاه محصولات ضروری شامل مایو، کرم‌های ضدآفتاب، حوله، پوشاک و سوغاتی.
- ماساژ تایلندی و خدمات آبگرم و همچنین وای فای رایگان.